# Acacia dineura
Acacia dineura é uma espécie de leguminosa do gênero Acacia, pertencente à família Fabaceae.